# Юшково (Ельнинский район)
Юшково — деревня в Ельнинском районе Смоленской области России. Входит в состав Коробецкого сельского поселения.
Население — 1 житель (2007 год).
Расположена в юго-восточной части области в 23 км к востоку от города Ельня, в 10 км севернее автодороги Р96 Новоалександровский (А101) — Спас-Деменск — Ельня — Починок, вблизи реки Демина. В 6 км к югу от деревни железнодорожная станция Теренино на линии Смоленск — Сухиничи.